# Carmen Perrin
Carmen Perrin, née le 9 janvier 1953 à La Paz, en Bolivie, est une artiste plasticienne suisse.

## Parcours
Carmen Perrin est née en Bolivie, de parents suisses. Elle passe sa petite enfance dans son pays natal. Fuyant la révolution bolivienne de 1952, ses parents reviennent en Suisse alors qu'elle a 7 ans,. Elle effectue ses études à Genève, et notamment une formation artistique à l’École supérieure d’art visuel (ESAV), et obtient son diplôme en 1980.
Elle est ensuite sculptrice. Elle se joint tout d'abord à un groupe d’artistes de sa promotion pour ouvrir un lieu d'expositions et de rencontres, Dioptre, qui ne se maintient qu’une saison. De 1981 à 1983, elle expose à Dioptre puis dans d'autres lieux à Genève, Paris, Grenoble et Marseille (au Musée Cantini à Marseille en 1986). Dans la deuxième partie des années 1980, elle installe son atelier à Marseille, jusqu’en 1996.
Depuis les années 1990, elle intervient in situ dans des installations à plus grande échelle au sein de l'espace public, et participe à des projets d’urbanisme, avec les architectes,. Vers le milieu des années 2000, ses œuvres sont des sculptures aérées faites de coupes transversales de briques, telle Motifs d'une porosité, installée en 2006, une installation permanente située contre la façade de la piscine Pailleron à Paris.

## Distinctions
- 1989 : Prix de la Fondation Irène Reymond
- 1999 : Prix de la Fondation Irène Reymond
- 2015 : Prix culturel de la Fondation Leenaards[3]